# Заједно (филм из 2011)
Заједно је српски филм из 2011. године. Режирао га је Младен Матичевић.
Филм је своју премијеру имао 4. марта 2011. године на београдском Фесту.

## Радња
Урош је цењени, награђивани београдски књижевник, некадашњи професор, који са женом и сином живи у кући на Неимару. Већ неко време је у креативној кризи, док је његова жена незадовољна и заглављена у ванбрачној вези. Њихова веза се неумитно ближи крају и коначно пуца када једне ноћи Урош, њеном несмотреношћу, нађе доказ прељубе.

## Улоге
| Глумац               | Улога                    |
| -------------------- | ------------------------ |
| Александар Срећковић | Урош                     |
| Милица Зарић         | Марија                   |
| Бранимир Поповић     | Марко (Маријин љубавник) |
| Гордан Кичић         | Мафијаш                  |
| Иван Зарић           | Урошев пријатељ          |
| Драган Петровић      | Табаџија                 |
| Катарина Жутић       | Маријина пријатељица     |
| Миодраг Крстовић     | Пропали бизнисмен        |